# Řády, vyznamenání a medaile Fidži
Založení systému státních vyznamenání Fidži se datuje do roku 1970, kdy byla založena Medaile nezávislosti Fidži, jež byla vydána při příležitosti vzniku Dominia Fidži. Před dvěma vojenskými puči, které sesadily královnu Alžbětu II. z fidžijského trůnu a zrušily fidžijskou monarchii, byl v zemi používán britský systém vyznamenání.

## Historie
Po vyhlášení republiky v roce 1987 a vystoupení ze společenství Commonwealth neexistoval v zemi až do roku 1995 žádný systém státních vyznamenání. Přestože byla v roce 1988 založena Medaile republiky Fidži, která byla udílena v civilní a vojenské divizi. Udílena byla za mimořádné a věrné služby ve vojenské či civilní oblasti. Civilnímu obyvatelstvu Fidži byla udílena za vynikající veřejnou službu.
V roce 1995 byl přijat zákon Honours and Awards Act, kterým byl založen Řád Fidži a celý systém civilních a vojenských vyznamenání. Jedním z příjemců nově založeného řádu se stal bývalý generální guvernér Nového Zélandu sir Paul Reeves, kterému bylo toto vyznamenání uděleno za jeho práci na přípravě ústavy z roku 1997. Ocenění mu udělil prezident Kamisese Mara.

## Řád Fidži
Řád Fidži byl založen dne 8. března 1995.  Udílen je ve třech třídách a náleží k němu i medaile. Udílen je občanům republiky za úspěchy a zásluhy o stát a lidstvo.

## Další vyznamenání
Nominace na udělení vyznamenání příslušníků uniformovaných sil předkládá příslušný ministr prezidentovi ke schválení.

### Civilní vyznamenání za statečnost
- Prezidentský kříž (PC) byl založen dne 8. března 1995. Stuha je modrá se žlutými proužky lemujícími oba okraje.[5]
- Prezidentská medaile (PM) byla založena dne 8. března 1995. Stuha je modrá se dvěma žlutými proužky uprostřed.[6]
- Medaile za statečnost (BM) – Stuha je žlutá s červenými proužky lemujícími oba okraje a modrým proužkem uprostřed.[7]

### Vyznamenání ozbrojených sil Fidži

#### Medaile za statečnost
- Prezidentský válečný kříž (PWC) byl založen roku 1995. Stuha je modrá se třemi žlutými proužky.[8]
- Kříž za chrabrost (CG) byl založen dne 8. března 1995. Stuha je červená s modrými proužky lemujícími oba okraje.[9]
- Medaile za chrabrost (MG) byla založena v roce 1995. Stuha je světle modrá s červeným proužkem uprostřed.[10]
- Vyznamenání za boj bylo založeno v roce 1995.[11]

#### Medaile za velení
- Kříž za vynikající velení (DCC) byl založen v roce 1995. Stuha je modrá s červenými proužky lemujícími oba okraje.[12]
- Medaile za velení (CM) byla založena v roce 1995. Stuha je červená s tmavě modrým proužkem uprostřed.[13]
- Vyznamenání za vedení
- Vyznamenání za mimořádnou službu (MSD) je udíleno důstojníkům po patnácti letech služby. Medaile byla založena dne 12. května 1988. Stuha se skládá ze tří stejně širokých pruhů v barvě červené, modré a černé, které jsou při obou okrajích lemovány proužky žluté barvy.[14]
- Cena za mimořádnou službu (MSA) je udílena příslušníkům ozbrojených sil nižších hodností po patnácti letech služby. Medaile byla založena v roce 1995. Stuha se skládá ze tří stejně širokých pruhů v barvě červené, modré a černé, které jsou od sebe odděleny žlutým proužkem. Po stranách je stuha lemována širšími žlutými proužky.[15]
- Služební vyznamenání (SD) je udíleno důstojníkům teritoriálních sil po patnácti letech služby. Vyznamenání bylo založeno v roce 1995.[16]
- Služební cena (SA) je udílena příslušníkům teritoriálních sil nižších hodností po patnácti letech služby. Založena byla v roce 1995.[17]
- Všeobecná služební medaile je udílena za aktivní nasazení v Pacifiku v letech 1939 až 1945, v Malajsii v letech 1952 až 1956 či po datu 1. června 1978 za službu po dobu nejméně dvanácti měsíců v Libanonu, na Sinaji v rámci Multinational Force and Observers, v Afghánistánu, Kuvajtu, Zimbabwe v rámci Commonwealth Supervisory Froce, v Somálsku, Angole, či v další podobné službě, která bude v budoucnu upřesněna. Založena byla dne 6. února 1992.[18]

### Policejní vyznamenání
- Policejní medaile Fidži (FPM) je udílena za statečnost, cennou službu nebo za schopné velení. Založena byla dne 8. března 1995. Stuha je tmavě modrá s oranžovými proužky lemujícími oba okraje.[19]
- Policejní medaile Fidži za dlouholetou službu je udílena po osmnácti letech služby. Za dalších 7 let a opět za dalších 5 let jsou udíleny příslušné spony. Založena byla dne 8. března 1995 a nahradila Policejní medaili Fidži za dlouholetou a příkladnou službu. Stuhu tvoří tři stejně široké pruhy v barvě tmavě modré, červené a tmavě modré.[20]
- Medaile Fidži za službu v zámoří je oceněním za všeobecnou policejní službu. Ke stuze jsou připínány spony s názvy zámořských států, kde byli příslušníci nasazeni.[21]